# Craniosynostose
Craniosynostose betekent samengroeiing van schedelbeenderen en slaat op voortijdige vergroeiing van schedelnaden die bij kinderen normaliter langer openblijven. Hierdoor ontstaan misvormingen van het gelaat en de schedel.
De schedel is opgebouwd uit een aantal botelementen, die onderling verbonden zijn en beweegbaar door de naden. Hierdoor kan tijdens de geboorte het baringskanaal worden gepasseerd en krijgen de hersenen de mogelijkheid uit te groeien zonder binnen de schedel bekneld te raken. De schedel moet gelijk op groeien met de hersenen, maar ook met de ogen en de neusbijholten.
De groei vanuit de naden is in de regel voltooid rond de leeftijd van 8 jaar. Als een schedelnaad te vroeg dichtgaat, blokkeert op die plek de groei. Ter compensatie zal extra groei plaatsvinden bij naden die nog open zijn. Afhankelijk van welke naad te vroeg sluit, ontstaat dan een typische schedelvorm.
Alle naden hebben hun eigen naam. Alle afwijkende schedelvormen hebben ook hun eigen naam. Zo kennen we acht schedelvormen:
- bootschedel – scafocefalie
- wigschedel – trigonocefalie
- brede schedel – brachycefalie
- scheve schedel – plagiocefalie
- scheef achterhoofd – occipitale plagiocefalie
- vlak achterhoofd – pachycefalie
- torenschedel – oxycefalie
- klaverbladschedel – trifyllocefalie

De boven beschreven schedelvormen komen dikwijls voor zonder verdere lichamelijke afwijkingen; we spreken dan van een geïsoleerde craniosynostose. Deze komt bij ongeveer een op de zestienhonderd geboorten voor.
Als er wel andere lichamelijke afwijkingen voorkomen, bijvoorbeeld in het gezicht, aan de handen en aan de voeten, gaat het om een ingewikkelder ziektebeeld en spreken we van een craniosynostosesyndroom of craniodysostose.

## Behandeling
Voor behandeling van de afwijking kan men in Nederland onder andere terecht in het Erasmus Medisch Centrum in Rotterdam, en het Radboudumc in Nijmegen. In België kan men onder andere terecht in het Universitair Ziekenhuis Gent.
Er zijn verschillende behandelmethodes. De klassieke methode is een complete reconstructie van de schedel vanaf een leeftijd van 9 maanden. Voordeel van deze methode is dat zo optimaal gebruikgemaakt kan worden van de extra groei van de overige schedelnaden waarna de beperkende naad operatief kan worden geopend. Hierdoor ontstaat een optimaal volumeresultaat en wordt voorkomen dat op latere leeftijd verhoogde hersendruk ontstaat. De inmiddels vervormde schedeldelen zullen dan operatief worden hersteld en geremodelleerd. Deze behandeling staat bekend als de klassieke methode en wordt sinds vele jaren met succes uitgevoerd. Het is een zware en belastende operatie voor het kind maar heeft een laag risicoprofiel.
Een lichtere ingreep is mogelijk wanneer die wordt uitgevoerd wanneer het kind nog geen 6 maanden is. Hierbij wordt in principe hetzelfde gedaan als hierboven beschreven maar wordt het voorhoofd niet meegenomen in de reconstructie. Het bot is op die leeftijd nog zo zacht dat het nog buigbaar is waardoor de vervorming zal bijtrekken en bovendien zal de groei van de schedel nog even doorgaan waardoor het voorhoofd relatief zal bijtrekken. De beperking voor het volume resultaat dat op deze leeftijd kan worden gehaald is de huid. De huid van de jonge baby is nog erg krap en kan de stress van een plotselinge vergroting niet aan. Daarom wordt ervoor gekozen zo lang mogelijk te wachten met deze ingreep (tot het kind bijna 6 maanden is). Dit is de zogenaamde Parijse methode.
De derde methode is ontwikkeld in Scandinavië. Deze wordt ook uitgevoerd wanneer het kind nog geen half jaar is en in plaats van het verwijderen van de schedelnaad (plus wat omliggend botmateriaal om te voorkomen dat de schedel direct weer dicht groeit) blijft de naad zitten maar wordt eromheen 2 sleuven gezaagd in het bot waarin veren worden geplaatst die over een periode van 4 tot 6 weken langzaam de schedel zullen openduwen. Voordeel is een veel lichtere ingreep, nadeel is dat men 2 maal moet opereren (omdat de veren ook weer moeten worden verwijderd).
Sinds 2005 is in het UMC St Radboud in Nijmegen en sinds 2009 in het Wilhelmina Kinderziekenhuis in Utrecht een vierde type behandeling geïntroduceerd, waarvan de resultaten tot nu toe ten minste net zo goed zijn gebleken zodat men de zwaardere ingreep voor jonge kinderen (<6 maanden) hier nu niet langer aanbiedt.
De methode is overgekomen uit Amerika en bestaat uit een tweeledig behandelplan: allereerst wordt de dichtgegroeide naad verwijderd en vervolgens wordt door middel van een helm gedurende 6 tot 9 maanden de vorm van de schedel gecorrigeerd. Omdat tijdens de operatie alleen de naad wordt verwijderd, hoeft men niet de huid van oor tot oor open te maken zoals bij de traditionele methode (tot 75 hechtingen) maar kan met volstaan met 2 kleine incisies van enkele centimeters waarna men onderhuids het bot los knipt en via de opening verwijdert.
Het voordeel van deze methode is de veel geringere belasting voor het kind waardoor het veel sneller herstelt. Nadeel is dat het kind gedurende een langere periode: meestal 6 tot 9 maanden, tot 23 uur per dag een helm moet dragen die om de circa 6 weken moet worden aangepast aan de groei van de schedel (de meeste groei van het hoofd vindt plaats in de eerste 1 tot 1,5 jaar na de geboorte). Deze methode zorgt voor een geleidelijke aanpassing van de schedelvorm in plaats van een plotselinge verandering zoals bij bovenstaande methoden waardoor de huid bij deze methode niet beperkend is. Hierdoor kunnen ook heel jonge kinderen (rond 3 maanden) worden geholpen. Dit heeft als voordeel dat het bot nog zachter is waardoor de uiteindelijke schedelvorm sneller kan worden bereikt en de volumebeperking eerder wordt opgeheven.
Alle bovengenoemde leeftijden en behandelingen gelden voor een geïsoleerde craniosynostose waarbij geen sprake is van verhoogde hersendruk op het moment dat het behandelplan wordt bepaald.

## Erfelijkheid
Voor geïsoleerde craniosynostose is tot nu toe geen erfelijke component aangetoond. Het lijkt erop dat het een toevallige mutatie is, vroeg in de ontwikkeling van het embryo. Voor syndromale craniosynostose (waarbij de dichtgegroeide schedelnaad slechts een van de symptomen van de aandoening is) geldt dit niet.
Een aantal erfelijke syndromen:
- Syndroom van Apert
- Syndroom van Carpenter
- Syndroom van Cohen
- Syndroom van Crouzon
- Syndroom van Pfeiffer
- Syndroom van Saethre-Chotzen